# Premis Oscar de 1936
Els Premis Oscar de 1936 (en anglès: 9th Academy Awards) foren presentats el 4 de març de 1937 en una cerimònia realitzada al Biltmore Hotel de Los Angeles. La cerimònia fou presentada per l'actor i cantant George Jessel.

## Curiositats
En aquesta edició s'introduïren dues noves categories: Oscar al millor actor secundari i Oscar a la millor actriu secundària.
La pel·lícula My Man Godfrey de Gregory La Cava fou la primera a obtenir nominacions en les quatre categoria d'actors, si bé no fou nominada a millor pel·lícula i finalment no obtingué cap premi.
Amb la victòria de Douglas Shearer en la categoria de millor so per San Francisco es convertí en la primera persona a guanyar un Oscar de forma consecutiva (l'any anterior l'havia guanyat per Naughty Marietta).

## Premis
| Millor pel·lícula | Millor director |
| --- | --- |
| - The Great Ziegfeld - Anthony Adverse - Desengany - Libeled Lady - Mr. Deeds Goes to Town - Romeo and Juliet - San Francisco - The Story of Louis Pasteur - A Tale of Two Cities - Three Smart Girls | - Frank Capra per Mr. Deeds Goes to Town - Gregory La Cava per My Man Godfrey - Robert Z. Leonard per The Great Ziegfeld - W.S. Van Dyke per San Francisco - William Wyler per Desengany |
| Millor actor | Millor actriu |
| - Paul Muni per The Story of Louis Pasteur com a Louis Pasteur - Gary Cooper per Mr. Deeds Goes to Town com a Longfellow Deeds - Walter Huston per Desengany com a Sam Dodsworth - William Powell per My Man Godfrey com a Godfrey - Spencer Tracy per San Francisco com a Blackie Norton | - Luise Rainer per The Great Ziegfeld com a Anna Held - Irene Dunne per Theodora Goes Wild com a Theodora Lynn/"Caroline Adams" - Gladys George per Valiant Is the Word for Carrie com a Carrie Snyder - Carole Lombard per My Man Godfrey com a Irene Bullock - Norma Shearer per Romeo and Juliet com a Julieta |
| Millor actor secundari | Millor actriu secundària |
| - Walter Brennan per Come and Get It com a Swan Bostrom - Mischa Auer per My Man Godfrey com a Carlo - Stuart Erwin per Pigskin Parade com a Amos - Basil Rathbone per Romeo and Juliet com a Tibald - Akim Tamiroff per The General Died at Dawn com a General Yang | - Gale Sondergaard per Anthony Adverse com a Faith Paleologus - Beulah Bondi per The Gorgeous Hussy com a Rachel Jackson - Alice Brady per My Man Godfrey com a Angelica Bullock - Bonita Granville per These Three com a Mary Tilford - Maria Uspénskaia per Desengany com a Baronessa Von Obersdorf |
| Millor història | Millor guió adaptat |
| - Pierre Collings i Sheridan Gibney per The Story of Louis Pasteur - Norman Krasna per Fury - William Anthony McGuire per The Great Ziegfeld - Robert Hopkins per San Francisco - Adele Comandini per Three Smart Girls | - Pierre Collings i Sheridan Gibney per The Story of Louis Pasteur (sobre hist. pròpia) - Frances Goodrich i Albert Hackett per After the Thin Man (sobre hist. de Dashiell Hammett) - Sidney Howard per Desengany (sobre obra teatre pròpia i hist. de Sinclair Lewis) - Robert Riskin per Mr. Deeds Goes to Town (sobre hist. de Clarence Budington Kelland) - Eric Hatch i Morris Ryskind per My Man Godfrey (sobre hist. d'Eric S. Hatch) |
| Millor banda sonora | Millor cançó original |
| - Leo F. Forbstein (cap de departament) per Anthony Adverse (música d'Erich Wolfgang Korngold) - Leo F. Forbstein (cap de departament) per La càrrega de la Brigada lleugera (música de Max Steiner) - Max Steiner (cap de departament) per The Garden of Allah (música de Max Steiner) - Boris Morros (cap de departament) per The General Died at Dawn (música de Werner Janssen) - Nathaniel Shilkret (cap de departament) per Winterset (música de Nathaniel Shilkret) | - Jerome Kern (música); Dorothy Fields (lletra) per En ales de la dansa ("The Way You Look Tonight") - Cole Porter (música i lletra) per Born to Dance ("I've Got You Under My Skin") - Louis Alter (música); Sidney Mitchell (lletra) per Trail of the Lonesome Pine ("A Melody From the Sky") - Arthur Johnston (música); Johnny Burke (lletra) per Pennies from Heaven ("Pennies from Heaven") - Richard A. Whiting (música); Walter Bullock (lletra) per Sing, Baby Sing ("When Did You Leave Heaven") - Walter Donaldson (música); Harold Adamson (lletra) per Suzy ("Did I Remember") |
| Millor direcció artística | Millor fotografia |
| - Richard Day per Desengany - Anton Grot per Anthony Adverse - Cedric Gibbons, Eddie Imazu i Edwin B. Willis per The Great Ziegfeld - William S. Darling per Lloyd's of London - Albert S. D'Agostino i Jack Otterson per The Magnificent Brute - Cedric Gibbons, Frederic Hope i Edwin B. Willis per Romeo and Juliet - Perry Ferguson per Winterset | - Tony Gaudio per Anthony Adverse - Victor Milner per The General Died at Dawn - George Folsey per The Gorgeous Hussy |
| Millor so | Millor muntatge |
| - Douglas Shearer per San Francisco (MGM Studio Sound Department) - E. H. Hansen per Banjo on My Knee (Fox Studio Sound Department) - Nathan Levinson per The Charge of the Light Brigade (Warner Bros. Studio Sound Department) - Thomas T. Moulton per Desengany (United Artists Studio Sound Department) - Elmer A. Raguse per General Spanky (Hal Roach Studio Sound Department) - John Livadary per Mr. Deeds Goes to Town (Columbia Studio Sound Department) - Franklin B. Hansen per The Texas Rangers (Paramount Studio Sound Department) - John Aalberg per That Girl From Paris (RKO Radio Studio Sound Department) - Homer G. Tasker per Three Smart Girls (Universal Studio Sound Department) | - Ralph Dawson per Anthony Adverse - Edward Curtiss per Come and Get It - William S. Gray per The Great Ziegfeld - Barbara McLean per Lloyd's of London - Conrad A. Nervig per A Tale of Two Cities - Otto Meyer per Theodora Goes Wild |
| Millor curtmetratge, un carret | Millor curtmetratge, dos carrets |
| - Bored of Education de Hal Roach i MGM - Moscow Moods de Paramount Pictures - Wanted – A Master de Pete Smith i MGM | - The Public Pays de MGM - Double or Nothing de Warner Bros. - Dummy Ache de RKO Radio |
| Millor curtmetratge, color | Millor curtmetratge d'animació |
| - Give Me Liberty de Warner Bros. - La Fiesta de Santa Barbara de Lewis Lewyn i MGM - Popular Science J-6-2 de Paramount Pictures | - The Country Cousin de Walt Disney i United Artists - The Old Mill Pond de Harman-Ising i MGM - Popeye the Sailor Meets Sindbad the Sailor de Paramount Pictures |
| Millor ajudant de direcció | Millor direcció de ball |
| - Jack Sullivan perThe Charge of the Light Brigade - William Cannon per Anthony Adverse - Eric G. Stacey per The Garden of Allah - Clem Beauchamp per The Last of the Mohicans - Joseph M. Newman per San Francisco | - Seymour Felix per The Great Ziegfeld - Dave Gould per Born to Dance - Bobby Connolly per Cain and Mabel - Russell Lewis per Dancing Pirate - Busby Berkeley per Gold Diggers of 1937 - Jack Haskell per One in a Million - Hermes Pan per En ales de la dansa |

## Oscar honorífic
- W. Howard Greene i Harold Rosson, per la fotografia en color de The Garden of Allah
- The March of Time, per la seva importància pel cinema i per haver revolucionat una de les més importants branques de la indústria, els noticiaris.

## Múltiples nominacions i premis
| Les següents pel·lícules van rebre diverses nominacions: - 7 nominacions: Anthony Adverse, Desengany i The Great Ziegfeld - 6 nominacions: My Man Godfrey i San Francisco - 5 nominacions: Mr. Deeds Go to Town - 4 nominacions: Romeo and Juliet i The Story of Louis Pasteur - 3 nominacions: The Charge of the Light Brigade, The General Died at Dawn i Three Smart Girls - 2 nominacions: Born to Dance, Come and Get it, Garden of Allah, The Gorgeous Hussy, Lloyd's of London, En ales de la dansa, A Tale of Two Cities, Theodora Goes Wild i Winterset | Les següents pel·lícules van rebre més d'un premi: - 4 premis: Anthony Adverse - 3 premis: The Great Ziegfeld i The Story of Louis Pasteur |